# Gabyna coerulina
Gabyna coerulina là một loài bướm đêm trong họ Noctuidae.